# 阿尔曼多·卡斯泰拉齐
阿尔曼多·卡斯泰拉齐（義大利語：Armando Castellazzi，1904年10月7日—1968年1月4日），意大利男子足球运动员，场上位置是中场。他曾代表意大利国家队参加1934年国际足联世界杯，结果获得冠军。